# Bambusacris travancora
Bambusacris travancora är en insektsart som beskrevs av Henry, G.M. 1940. Bambusacris travancora ingår i släktet Bambusacris och familjen gräshoppor. Inga underarter finns listade i Catalogue of Life.